# ۲٬۲٬۲-تری‌کلرواتانول
۲،۲،۲-تری‌کلرواتانول (به انگلیسی: 2,2,2-Trichloroethanol) با فرمول شیمیایی C۲H۳Cl۳O یک ترکیب شیمیایی است. که جرم مولی آن ۱۴۹٫۴۰ g/mol می‌باشد. 